# José Salvador Cavero Ovalle
José Salvador Cavero Ovalle (Huanta, 19 de febrero de 1850 - Lima, 19 de febrero de 1940) fue un abogado, jurista, magistrado, catedrático universitario y político peruano. Bajo las órdenes de Andrés A. Cáceres luchó en la defensa de Lima y en la campaña de la resistencia en la Sierra, durante la Guerra del Pacífico. Fue ministro de Hacienda (1893-1894), Ministro de Justicia (1894 y 1910), Ministro de Gobierno (1894-1895), Vicepresidente del Perú (1904-1908) y Presidente del Consejo de Ministros (1910). También fue Senador por Ayacucho en varios periodos y Diputado por Huanta. Como magistrado llegó hasta el cargo de Fiscal de la Corte Suprema.

## Biografía
Cursó sus estudios escolares en el Colegio Nacional San Ramón de Ayacucho y luego pasó a la Universidad de San Marcos, donde se graduó sucesivamente de bachiller, licenciado y doctor en Jurisprudencia (1876).
Inició su carrera docente como catedrático adjunto de Derechos Especiales en 1876. Ese mismo año fue elegido diputado suplente por Huanta, función que ejerció hasta 1878.
Encargado de la prefectura de Ayacucho durante la Guerra del Pacífico, formó y equipó un batallón de 500 efectivos, que condujo a Lima en diciembre de 1879, para apoyar a la defensa de la capital peruana. Reconocido como teniente coronel, actuó en las batallas de San Juan y Miraflores como ayudante del coronel Andrés A. Cáceres. Recibió tres heridas que le ocasionaron la amputación del brazo izquierdo.
Ya restablecido, a fines de 1881 se unió al Ejército de la Resistencia de la Sierra y luchó en el Primer Combate de Pucará del 5 de febrero de 1882. A lo largo de la campaña de la Sierra o La Breña sirvió como secretario del caudillo Cáceres.
Fue senador por Ayacucho en el Congreso reunido en Arequipa, que funcionó del 28 de abril al 20 de julio de 1883, bajo el auspicio del gobierno interino del contralmirante Lizardo Montero. Hecha la paz con Chile e iniciada la Reconstrucción Nacional, militó en la política como cacerista y fue elegido senador en 1886, 1888, 1889 y 1894. 
En 1889 fue nombrado juez de Primera Instancia de Lima, función que suspendió al ser nombrado Prefecto de Arequipa en 1890. Renunció a este cargo al año siguiente, tras ser elegido diputado por Huanta. En 1892 pasó a ser Fiscal de la Corte Superior de Lima y en 1893 asumió como Ministro de Hacienda del gobierno de Remigio Morales Bermúdez, cargo que ejerció hasta el año siguiente.
Durante el controvertido segundo gobierno del general Andrés A. Cáceres, fue, sucesivamente, ministro de Justicia y ministro de Gobierno (1894-1895).
En 1903 ingresó a la Corte Suprema de Justicia y se encargó de preparar la reforma de los códigos Penal y de Procedimientos Penales. 
Fue elegido primer vicepresidente de la República del primer gobierno de José Pardo y Barreda (1904-1908); en realidad, fue el único en dicho cargo, pues no hubo segundo vicepresidente. Se destacó por promover la reforma de la instrucción pública, la que de los municipios pasó a manos del Estado.
Durante el primer gobierno de Augusto B. Leguía fue ministro de Justicia y presidente del Consejo de Ministros, del 3 de noviembre a 27 de diciembre de 1910.
Se jubiló de la magistratura en 1912. Al iniciarse el Oncenio fue elegido senador por Ayacucho, cargo que ejerció de 1919 a 1924. Como representante del legislativo pasó a Washington para colaborar en las negociaciones con Chile con motivo del arreglo final de la cuestión de Tacna y Arica. Luego se retiró a la vida privada. 
Falleció en Lima, el 19 de febrero de 1940. El diario El Comercio destacó en 1950 sus dotes de gran jurista, abnegado patriota y político honesto.

## Obras
- La insurrección de Cuba no es más que el legítimo ejercicio del derecho natural de defensa que, como a los individuos, asiste a las naciones: la intervención de los Estados en favor de la independencia cubana es un deber de humanidad y un derecho indisputable. Tesis de bachillerato (Anales Universitarios: tomo VII, pp. 241-247; Lima, 1873).
- Las relaciones del Estado con la Iglesia. Tesis de licenciatura (Lima, 1876)
- La obligación de todo ciudadano para prestar su concurso al mantenimiento del orden público. Tesis doctoral (Lima, 1876).
- ¿Es conveniente en el Perú el sistema de jurados?. Disertación presentada a un concurso promovido por el gobierno de Manuel Pardo, y que mereció el premio de 1.000 soles (Anales Universitarios: Tomo X, pp. 141-159, Lima, 1877).
- Jurisprudencia penal-Recopilación de ejecutorias 1892-1901 (1904)
- El arbitraje sobre la controversia del Pacífico Sur (1925).